# Vorusnė
Vorusnė začíná po oddělení doleva od ramene delty Pakalnė u města Rusnė. Teče na území Regionálního parku Němenské delty směrem na západ. Od Vorusnė se dále odděluje: 6 km před ústím levé rameno Skatulė (společná délka je 9,4 km). U vsi Vorusnė se vlévá do svého rozšířeného ramene jménem Skatulė a od něj se po 0,5 km odštěpuje a teče směrem severním a společně s řekou Naikupė ústí do Kurského zálivu.

## Přítoky
Toto rameno nemá žádné přítoky, pokud nepočítáme společné ústí s řekou Naikupė, která ústí zprava od Vorusnė.

## Vorusnė na mapě
| DELTA NĚMENU Atmata Atšakėlė Aukštumala Aukštumalos protaka Bevardis Bevardė Briedžių Dumblė Kadaginis Kiemo Kniaupas Krokų Lanka Kubilių Kurský záliv Leitė Minija Naikupė Pakalnė Palankys Záliv Prūsinė Purvalankis Ragininkų Rindos šaka Záliv Rindutė Rusnaitė Rusnė (Němen) Rusnė Senoji Skirvytė Skatulė Skirvytė (Severnaja) Šakutė Záliv Šilinė Šventos Elenos Šyša Šyškrantė Tiesioji Trušių Ulmas Uostadvaris Duobelė Upaitis Vidujinė Vikis Vilkinė Vilkinės Vito Vorusnė Voryčia Vytinė Vytinės Uostas Zingelinė |